# ZB. Zentrum Bildung – Wirtschaftsschule KV Baden
Das zB. Zentrum Bildung – Wirtschaftsschule KV | Aargau Ost (ehemals zB. Zentrum Bildung – Wirtschaftsschule KV Baden) ist die grösste kaufmännische Bildungsinstitution im Ost-Aargau. Gemäss dem gesetzlichen Auftrag bietet das zB. Zentrum Bildung Grund- und Weiterbildungen für den Wirtschaftsbereich an. Seit 2020 – nach der Fusion mit dem Wirtschaftsbereich des BWZ Brugg – mit drei Standorten in Baden, Brugg und Bad Zurzach werden von über 300 Dozierenden und Lehrpersonen jährlich über 3000 Lernende und Studierende ausgebildet.

## Geschichte
1872 fanden im Restaurant Telegraph, auf dem Bahnhofplatz Baden, die ersten Handelsschulkurse statt. 12 bis 15 Schüler liessen sich in den Fächern Französisch, Italienisch und Englisch ausbilden. Weitere 13 Schüler besuchten den Kurs für Kaufmännisches Rechnen. 1877 zog die Schule aus Platzgründen ein erstes Mal um, ins damalige Schulhaus am Schulhausplatz. Während der „Kaufmännische Verein Baden“ zum „Verein junger Kaufleute“ und wieder zurück zum „Kaufmännische Verein Baden“ wurde, wuchs das Unternehmen Schule stetig. Baden wurde zum Prüfungskreis ernannt und im Jahre 1912 fand die erste Lehrabschlussprüfung in Baden statt.

### St. Ursus
Am 24. Oktober 1932 konnte das erste KV-eigene Schulhaus, St. Ursus, bezogen werden. Dr. Baldinger, Chronist der Festschrift 100 Jahre KV Baden: „Die Schule freute sich ihres eigenen Heims und mit ihr der Kaufmännische Verein, der mit Recht in den Jahren der Wirtschaftskrise in seinem Bildungsstreben nicht nachliess. Es brauchte Mut und Zukunftsglauben als sich die Lage derart verschlechterte, dass bei Brown Boveri von der Schliessung gesprochen wurde.“ Nach den Kriegsjahren erlebte Baden, wie die ganze Schweiz, eine nie gekannte Hochkonjunktur, die sich auch positiv auf den Kaufmannsstand auswirkte. Lehrlingslöhne wurden auf Fr. 60. — im ersten Lehrjahr auf Fr. 80.— im zweiten und Fr. 100.— im dritten Lehrjahr angepasst.

### Tool 1
Der damalige Stadtammann Dr. V. Rickenbach stellte fest: „Das alte Kaufmännische Berufsschulhaus St. Ursus ist vor dem Zweiten Weltkrieg erstellt worden. Seine sieben Räume genügten schon lange nicht mehr, hat sich doch die Zahl der Pflichtschüler von 313 im Schuljahr 1949/50 im Verlaufe der Jahre mehr als verdreifacht.“ Der Stadtrat von Baden nahm sich der Baufrage aktiv an und die Stimmbürger stimmten am 23. April 1978 dem 13,6-Millionenprojekt mit grosser Mehrheit zu. Am Beginn des Schuljahres 1981/82 (27. April 1981) konnte im neuen Schulhaus Einzug gehalten werden.

### Tool 2
Nach der Abstimmung vom 18. Mai 2003 war klar, dass das KV Baden eine weitere Bauphase einläuten konnte. Im Jahre 2005, 73 Jahre nach dem St. Ursus und dem Schulhaus Kreuzliberg bezog die Schule das dritte eigene Schulhaus: das Tool 2. Im Frühling 2011 folgte die neue Namensgebung. Die Wirtschaftsschule KV Baden-Zurzach wurde zum zB. Zentrum Bildung – Wirtschaftsschule KV Baden.

## Grund- und Weiterbildung
Das zB. Zentrum Bildung bildet auf der Sekundarstufe II pro Jahr über 1500 Berufslernende zu angehenden Kaufleuten (B-, E- und M-Profil), Detailhandelsfachleute, Detailhandelsassistent(inn)en und Pharma-Assistent(inn)en aus, davon Kaufleute rund 840 Lernende, Detailhandel rund 590 Lernende und Pharma rund 70 Lernende. Über 320 Lehrpersonen sind haupt- und nebenberuflich für das zB. Zentrum Bildung – Wirtschaftsschule KV Baden tätig.
Das zB. Zentrum Bildung führt im Bereich Höhere Berufsbildung unter anderem die Höheren Fachschulen für Wirtschaft (HFW) und für Marketing (HFMK) durch. Wie auch die eidg. anerkannten Fachausweise: Fachleute Finanz- und Rechnungswesen, Verkaufsfachleute, Marketingfachleute, HR-Fachleute. Auf der Stufe Sachbearbeitung werden verschiedene edupool.ch-zertifizierte Bildungsgänge angeboten. Sprachkurse finden in den Sprachen Deutsch, Englisch, Französisch, Italienisch, Spanisch und Russisch statt und führen zu international anerkannten Diplomen. Spezielle Fachkurse, Tagungen und Kurse in den Bereichen Informatik (u. a. SIZ-Diplomlehrgänge) und Fotografie (Diplomlehrgang in Zusammenarbeit mit Canon und Nikon) runden das Angebot ab. Die Weiterbildungsangebote werden jährlich von über 4000 Personen besucht. In der grossen Mehrheit aller eidgenössisch anerkannten Bildungsgängen liegen die Teilnehmenden des zB. Zentrum Bildung bei den eidgenössischen Prüfungen über dem Schweizer Durchschnitt.

## Zertifikate
Das zB. Zentrum Bildung ist EduQua- und Q2E-zertifiziert und Mitglied zahlreicher Organisationen wie beispielsweise die KV Bildungsgruppe Schweiz AG, Kaufmännischer Verband Schweiz, edupool.ch oder HFWpremium.

## Fachtagungen
Das zB. Zentrum Bildung organisiert Fachtagungen wie die KMU-Fachtagung und den DIGITALEVENT. Der DIGITALEVENT gehört zu den etablierten Anlässen der Schweizer Imagingszene, weil er einen optimalen Mix von Fachreferaten, Produktevorstellungen und interessanten persönlichen Begegnungen bietet. Der Anlass verkörpert beispielhaft die grosse, umfassende digitale Kompetenz des zB. Zentrum Bildung.